# Eccellenza Lazio 1998-1999
Il campionato italiano di calcio di Eccellenza regionale 1998-1999 è stato l'ottavo organizzato in Italia. Rappresenta il sesto livello del calcio italiano. Il campionato si è concluso con la vittoria della Fortituto Nepi per il girone A e del Lanuvio Campoleone per il girone B, entrambi al loro primo titolo.
Tutte le squadre iscritte al campionato di Eccellenza, assieme a quelle del campionato di Promozione, hanno diritto a partecipare alla Coppa Italia Dilettanti Lazio.

## Stagione

### Aggiornamenti
- Nasce l'Albalonga dalla fusione del Pavona Castel Gandolfo e l'Albano.
- Il Montespaccato non si iscrive al campionato, il titolo viene acquistato dal Formello[1].
- Dalla Promozione vengono ammessi per carenza di organico il Fara Sabina, il Lanuvio Campoleone e l'ALMAS.

Di seguito la composizione dei gironi fornita dal Comitato Regionale Lazio.

## Girone A

### Squadre partecipanti
| Club                | Città (provincia)         | Stagione precedente                                                |
| ------------------- | ------------------------- | ------------------------------------------------------------------ |
| Acilia              | Acilia (RM)               | 8º posto in Eccellenza Lazio, Girone A                             |
| Castrense           | Grotte di Castro (VT)     | 1º posto in Promozione Lazio, Girone A, promosso                   |
| Civita Castellana   | Civita Castellana (VT)    | 11º posto in Eccellenza Lazio, Girone A                            |
| Collatino           | Roma                      | 11º posto in Eccellenza Lazio, Girone B                            |
| Fara Sabina         | Fara Sabina (RI)          | 3º posto in Promozione Lazio, Girone A, ammesso                    |
| Fiumicino           | Fiumicino (RM)            | 18º posto in Campionato Nazionale Dilettanti, Girone G, retrocesso |
| Formello            | Formello (RM)             | -                                                                  |
| Fortitudo Nepi      | Nepi (VT)                 | 7º posto in Eccellenza Lazio, Girone A                             |
| Maremmana           | Montalto di Castro (VT)   | 4º posto in Eccellenza Lazio, Girone A                             |
| Monterotondo        | Monterotondo (RM)         | 15º posto in Campionato Nazionale Dilettanti, Girone F, retrocesso |
| Ostia Mare          | Ostia di Roma             | 12º posto in Eccellenza Lazio, Girone A                            |
| Sabinia             | Poggio Mirteto (RI)       | 13º posto in Eccellenza Lazio, Girone A                            |
| Santa Marinella     | Santa Marinella (RM)      | 5º posto in Eccellenza Lazio, Girone A                             |
| Sorianese           | Soriano nel Cimino (VT)   | 6º posto in Eccellenza Lazio, Girone A                             |
| Tarquinia           | Tarquinia (VT)            | 9º posto in Eccellenza Lazio, Girone A                             |
| Villalba Ocres Moca | Villalba di Guidonia (RM) | 3º posto in Eccellenza Lazio, Girone A                             |

### Classifica finale
Fonte:
|  | Pos. | Squadra             | Pt | G  | V  | N  | P  | GF | GS | DR  |
|  | ---- | ------------------- | -- | -- | -- | -- | -- | -- | -- | --- |
|  | 1.   | Fortitudo Nepi      | 65 | 30 | 18 | 11 | 1  | 44 | 9  | +35 |
|  | 2.   | Castrense           | 54 | 30 | 14 | 12 | 4  | 39 | 18 | +21 |
|  | 3.   | Civita Castellana   | 54 | 30 | 15 | 9  | 6  | 51 | 24 | +27 |
|  | 4.   | Acilia              | 47 | 30 | 14 | 5  | 11 | 38 | 31 | +7  |
|  | 5.   | Maremmana           | 44 | 30 | 11 | 11 | 8  | 35 | 31 | +4  |
|  | 6.   | Monterotondo        | 44 | 30 | 12 | 8  | 10 | 27 | 27 | 0   |
|  | 7.   | Santa Marinella     | 42 | 30 | 10 | 12 | 8  | 31 | 28 | +3  |
|  | 8.   | Collatino           | 38 | 30 | 10 | 8  | 12 | 34 | 38 | -4  |
|  | 9.   | Ostia Mare          | 36 | 30 | 9  | 9  | 12 | 28 | 25 | +3  |
|  | 10.  | Fara Sabina         | 36 | 30 | 8  | 12 | 10 | 34 | 38 | -4  |
|  | 11.  | Fiumicino           | 35 | 30 | 7  | 14 | 9  | 30 | 28 | +2  |
|  | 12.  | Sabinia             | 34 | 30 | 7  | 13 | 10 | 33 | 42 | -9  |
|  | 13.  | Sorianese           | 33 | 30 | 8  | 9  | 13 | 22 | 31 | -9  |
|  | 14.  | Villalba Ocres Moca | 30 | 30 | 6  | 12 | 12 | 26 | 38 | -12 |
|  | 15.  | Tarquinia           | 29 | 30 | 5  | 14 | 11 | 18 | 39 | -21 |
|  | 16.  | Formello            | 14 | 30 | 1  | 11 | 18 | 20 | 63 | -43 |

Legenda:
      Promossa in Serie D 1999-2000.
      Ammessa ai Play-off nazionali.
      Retrocesse in Promozione Lazio 1999-2000.
Regolamento:
Tre punti a vittoria, uno a pareggio, zero a sconfitta.
Note:
Il Villalba Ocres Moca ripescato in Eccellenza Lazio 1999-2000.

### Spareggio

#### Spareggio accesso play-off nazionali
|           | Risultati     |                   | Luogo e data           |
| --------- | ------------- | ----------------- | ---------------------- |
| Castrense | 0-0 (4-3 dtr) | Civita Castellana | Viterbo, 9 maggio 1999 |
|           |               |                   |                        |

## Girone B

### Squadre partecipanti
| Club               | Città (provincia)   | Stagione precedente                              |
| ------------------ | ------------------- | ------------------------------------------------ |
| Albalonga          | Albano Laziale (RM) | -                                                |
| ALMAS              | Roma                | 3º posto in Promozione Lazio, Girone C, ammesso  |
| Aprilia            | Aprilia (LT)        | 1º posto in Promozione Lazio, Girone C, promosso |
| Bassiano           | Bassiano (LT)       | 1º posto in Promozione Lazio, Girone D, promosso |
| A.S. Cassino       | Cassino (FR)        | 4º posto in Eccellenza Lazio, Girone B           |
| Castel Madama      | Castel Madama (RM)  | 1º posto in Promozione Lazio, Girone B, promosso |
| Ciampino           | Ciampino (RM)       | 8º posto in Eccellenza Lazio, Girone B           |
| Ferentino          | Ferentino (FR)      | 3º posto in Eccellenza Lazio, Girone B           |
| Atletico Formia    | Formia (LT)         | 2º posto in Eccellenza Lazio, Girone B           |
| Morolo             | Morolo (FR)         | 12º posto in Eccellenza Lazio, Girone B          |
| Lanuvio Campoleone | Lanuvio (RM)        | 2º posto in Promozione Lazio, Girone C, ammesso  |
| LVPA Frascati      | Frascati (RM)       | 10º posto in Eccellenza Lazio, Girone B          |
| Pomezia            | Pomezia (RM)        | 13º posto in Eccellenza Lazio, Girone B          |
| Scauri Minturno    | Minturno (LT)       | 7º posto in Eccellenza Lazio, Girone B           |
| Vis Sezze          | Sezze (LT)          | 5º posto in Eccellenza Lazio, Girone B           |
| VJS Velletri       | Velletri (RM)       | 9º posto in Eccellenza Lazio, Girone B           |

### Classifica finale
Fonte:
|  | Pos. | Squadra            | Pt | G  | V  | N  | P  | GF | GS | DR  |
|  | ---- | ------------------ | -- | -- | -- | -- | -- | -- | -- | --- |
|  | 1.   | Lanuvio Campoleone | 66 | 30 | 20 | 6  | 4  | 45 | 16 | +29 |
|  | 2.   | Aprilia            | 59 | 30 | 16 | 11 | 3  | 39 | 20 | +19 |
|  | 3.   | Ferentino          | 53 | 30 | 14 | 11 | 5  | 37 | 18 | +19 |
|  | 4.   | A.S. Cassino       | 48 | 30 | 13 | 9  | 8  | 26 | 17 | +9  |
|  | 5.   | Scauri Minturno    | 46 | 30 | 12 | 10 | 8  | 27 | 28 | -1  |
|  | 6.   | Atletico Formia    | 43 | 30 | 11 | 10 | 9  | 31 | 30 | +1  |
|  | 7.   | Vis Sezze          | 42 | 30 | 11 | 9  | 10 | 32 | 25 | +7  |
|  | 8.   | Albalonga          | 42 | 30 | 11 | 9  | 10 | 36 | 30 | +6  |
|  | 9.   | Pomezia            | 40 | 30 | 10 | 10 | 10 | 24 | 26 | -2  |
|  | 10.  | LVPA Frascati      | 39 | 30 | 10 | 9  | 11 | 33 | 34 | -1  |
|  | 11.  | Castel Madama      | 37 | 30 | 8  | 13 | 9  | 29 | 32 | -3  |
|  | 12.  | Morolo             | 31 | 30 | 7  | 10 | 13 | 17 | 30 | -13 |
|  | 13.  | Bassiano           | 28 | 30 | 5  | 13 | 12 | 27 | 35 | -8  |
|  | 14.  | ALMAS              | 24 | 30 | 5  | 9  | 16 | 25 | 42 | -17 |
|  | 15.  | Ciampino           | 23 | 30 | 5  | 8  | 17 | 21 | 37 | -16 |
|  | 16.  | VJS Velletri       | 21 | 30 | 4  | 9  | 17 | 18 | 47 | -29 |

Legenda:
      Promossa in Serie D 1999-2000.
      Ammessa ai Play-off nazionali.
      Retrocesse in Promozione Lazio 1999-2000.
Regolamento:
Tre punti a vittoria, uno a pareggio, zero a sconfitta.
Note:
L'ALMAS è stato poi ripescato in Eccellenza Lazio 1999-2000.